# Селецкий, Кирилл
Кирилл Селецкий (укр. Кири́ло Селе́цький; 1835, Подбуж — 1918, Жужеляны) — священник Украинской грекокатолической церкви, духовный писатель, публицист, просветитель, общественный деятель.

## Биография
Окончил Самборскую гимназию, после начал изучать богословие во Львовском университете Яна Казимира. Три года учился в Генеральной Духовной Семинарии во Львове, на четвёртом году перешёл в семинарию в Перемышле.
После её окончания в 1860 посвящён в сан священника, служил в Перемышльской епархии УГКЦ. С 1874 — настоятель храма в с. Жужеляны близ Белза.
Основал две первые в Галичине женские апостольские монашеские конгрегации: Орден сестёр служительниц Пренепорочной Девы Марии (1892) и Орден св. Иосифа Обручника Пречистой Девы Марии.
Основатель первого детского садика в Галичине в с. Жужеляны Сокальского повета в 1893 году.
Автор первой читанки для украинских семей «Своя хата» (1868). Перевёл на украинский язык катехизис и адаптировал его для украинских детей.
Тесно сотрудничал с украинским обществом «Просвита», для которого написал ряд своих произведений.
Известен своей публицистической деятельностью, статьи К. Селецкого, в которых он поднимал самые разнообразные вопросы духовности, хозяйства, общественной жизни, печатались в журналах «Прапор», «Нива», «Душпастир», «Посланник» и других. Оставаясь сельским священником, он основывал братства трезвости, ссудные кассы, читальни в галицких сёлах.
За свою многогранную религиозную и общественную деятельность в августе 1910 года был удостоен звания Папский Камергер и австрийского ордена Франца Иосифа.